# Armand Le Bourgeois
Pour les articles homonymes, voir Lebourgeois.
Ne doit pas être confondu avec Armand-François Le Bourgeois.
Armand Le Bourgeois est un homme politique français né le 22 janvier 1815 à Dieppe (Seine-Maritime) et décédé le 16 mars 1879 à Versailles (Yvelines).
Avocat à Dieppe, il est maire de la ville sous le Second Empire. Il est élu député de Seine-Maritime le 2 juillet 1871, réélu en 1876 et 1877, siégeant au centre droit.

## Sources
- « Armand Le Bourgeois », dans Adolphe Robert et Gaston Cougny, Dictionnaire des parlementaires français, Edgar Bourloton, 1889-1891 [détail de l’édition]

- Ressource relative à la vie publique :   - Base Sycomore